# فيستارا
فيستارا هي شركة طيران هندية كاملة الخدمات مقرها في جورجاون، يقع مقرها الرئيسي في مطار انديرا غاندي الدولي بالعاصمة الهندية دلهي، وقد بدأت رسمياً رحلاتها في سنة 2015 من خلال تدشين أول خط جوي لها يربط بين دلهي ومومباي. الشركة مشروع مشترك بين شركة تاتا سن والخطوط الجوية السنغافورية. نقلت أكثر من مليوني مسافر بحلول يونيو 2016 تمتلك حصة 4.7٪ من سوق الناقل المحلي اعتبارًا من مايو 2019، مما يجعلها سادس أكبر شركة طيران محلية. تخدم شركة الطيران 34 وجهات بأسطول طائرات إيرباص إيه 320 وإيرباص إيه 321 نيو وبوينغ 787-9 وبوينغ 737-800.

## تاريخ
أنشئت الشركة في سنة 2013 بدعم من الخطوط الجوية السنغافورية والتي تمتلك فيها الآن نسبة 49%، وحصلت الشركة على رخصة الطيران في سنة 2014، ثم بدأت عملياتها رسمياً بحلول سنة 2015 عبر خط داخلي يربط بين دلهي ومومباي.
في سنة 2019، أعلنت فيستارا عن إطلاق أول خط دولي لها وهو خط بين دلهي وسنغافورة.

## الوجهات
اعتبارًا من نوفمبر 2021، تقوم فيستارا بتقدم خدماتها إلى 43 وجهة في 12 دولة. يقع مركزها الرئيسي في مطار أنديرا غاندي الدولي. أطلقت شركة الطيران أول رحلة دولية لها من دلهي إلى سنغافورة في 6 أغسطس 2019 باستخدام طائرة بوينج 737-800 التي كانت تستخدمها جيت للطيران في سابقًا.

### اتفاقية الرمز المشترك
لدى فيستارا اتفاقية الرمز المشترك مع الشركات التالية:
- طيران كندا[12]
- الخطوط الجوية البريطانية[13]
- الخطوط الجوية اليابانية
- لوفتهانزا[14]
- الخطوط الجوية السنغافورية[15]
- الخطوط الجوية الدولية السويسرية[16]
- الخطوط الجوية المتحدة[17]

### المشاريع المشتركة
لدى فيستارا مشاريع مشتركة مع شركات الطيران التالية:
- إيروفلوت
- الخطوط الجوية الفرنسية
- طيران موريشيوس
- خطوط كل اليابان الجوية
- الخطوط الجوية الأمريكية[19]
- خطوط آسيانا الجوية
- الخطوط الجوية البريطانية[20]
- طيران الإمارات
- الخطوط الجوية الإثيوبية
- فين إير
- فلاي دبي
- طيران الخليج
- إيتا (شركة طيران)[21]
- الخطوط الجوية اليابانية
- كام إير
- الخطوط الجوية الكينية
- الخطوط الجوية الملكية الهولندية
- الخطوط الجوية الكويتية
- الخطوط الجوية القطرية[22]
- الخطوط الجوية السنغافورية[23]
- الخطوط الجوية السريلانكية
- الخطوط الجوية التركية
- الخطوط الجوية المتحدة

## الأسطول
اعتبارًا من ديسمبر 2022، تقوم شركة فيستارا بتشغيل الطائرات التالية:
| الطائرة                  | في الخدمة | مطلوبة | الركاب     | الركاب       | الركاب     | الركاب     | ملاحظات                  |
| الطائرة                  | في الخدمة | مطلوبة | الأولى     | رجال الأعمال | السياحية   | المجموع    | ملاحظات                  |
| ------------------------ | --------- | ------ | ---------- | ------------ | ---------- | ---------- | ------------------------ |
| عائلة إيرباص إيه 320 نيو | 42        | 10     | 8          | 24           | 126        | 158        |                          |
| عائلة إيرباص إيه 320 نيو | 42        | 10     | —          | —            | 180        | 180        |                          |
| عائلة إيرباص إيه 320 نيو | 1         | 3      | يعلن لاحقًا | يعلن لاحقًا   | يعلن لاحقًا | يعلن لاحقًا | [ 27 ]                   |
| عائلة إيرباص إيه 320 نيو | 6         | —      | 12         | 24           | 152        | 188        |                          |
| بوينغ 737 الجيل القادم   | 2         | —      | 12         | —            | 156        | 168        | نقلت طيران الهند إكسبريس |
| بوينغ 787                | 3         | 4      | 30         | 21           | 248        | 299        |                          |
| المجموع                  | 54        | 17     |            |              |            |            |                          |

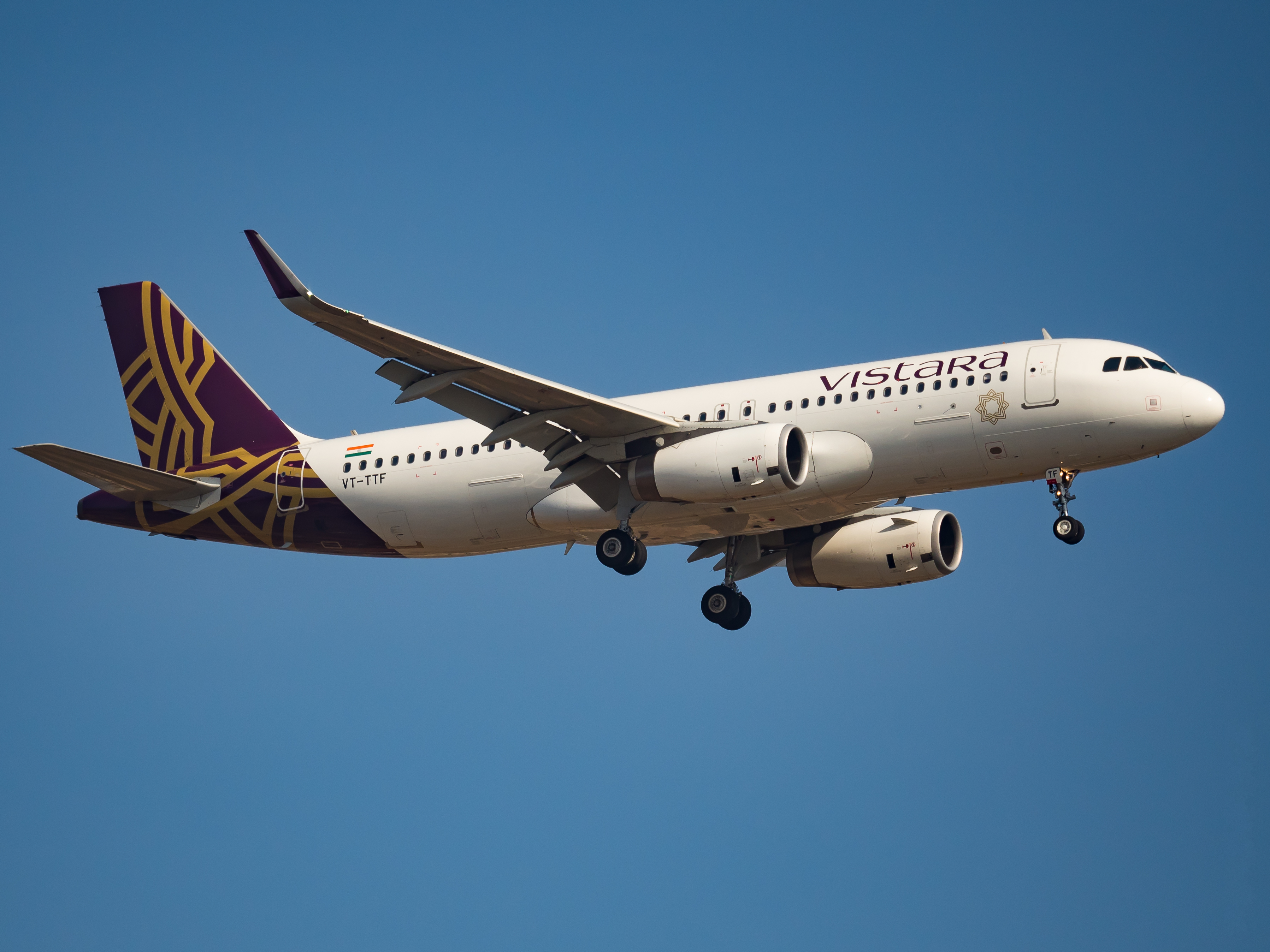
إيرباص إيه 320
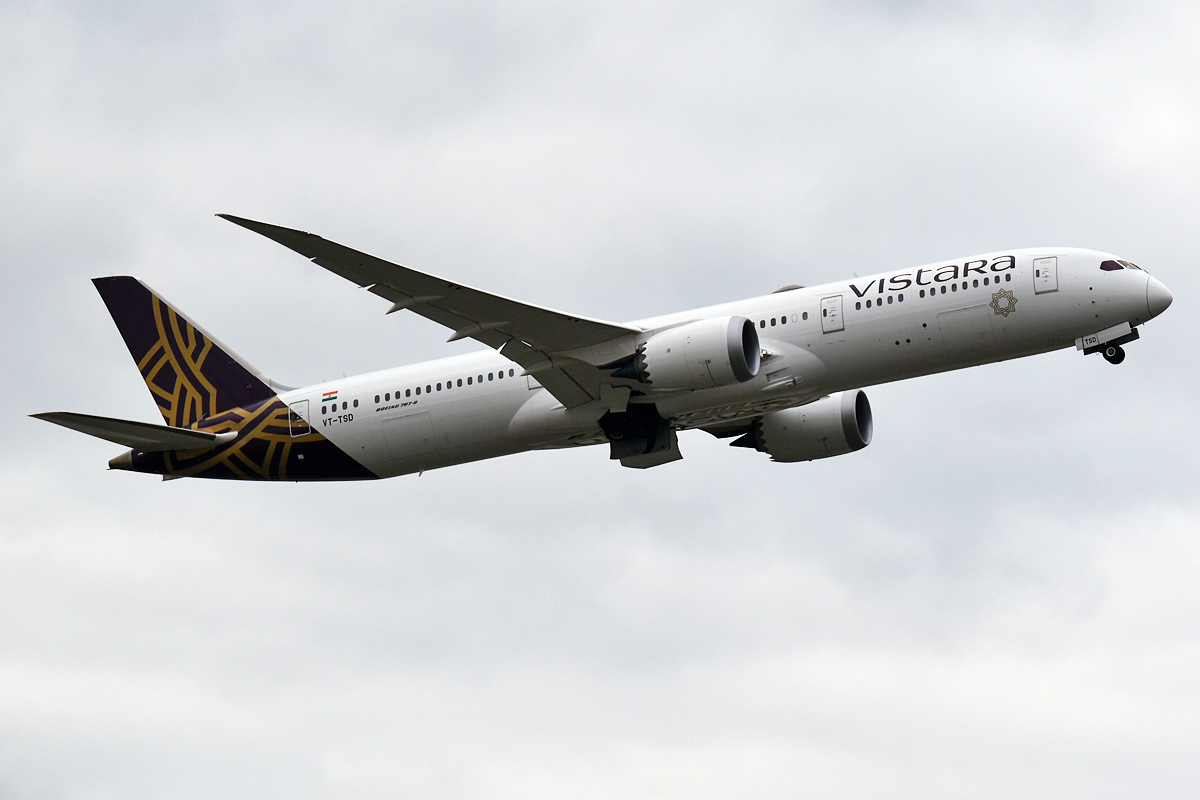
بوينغ 787
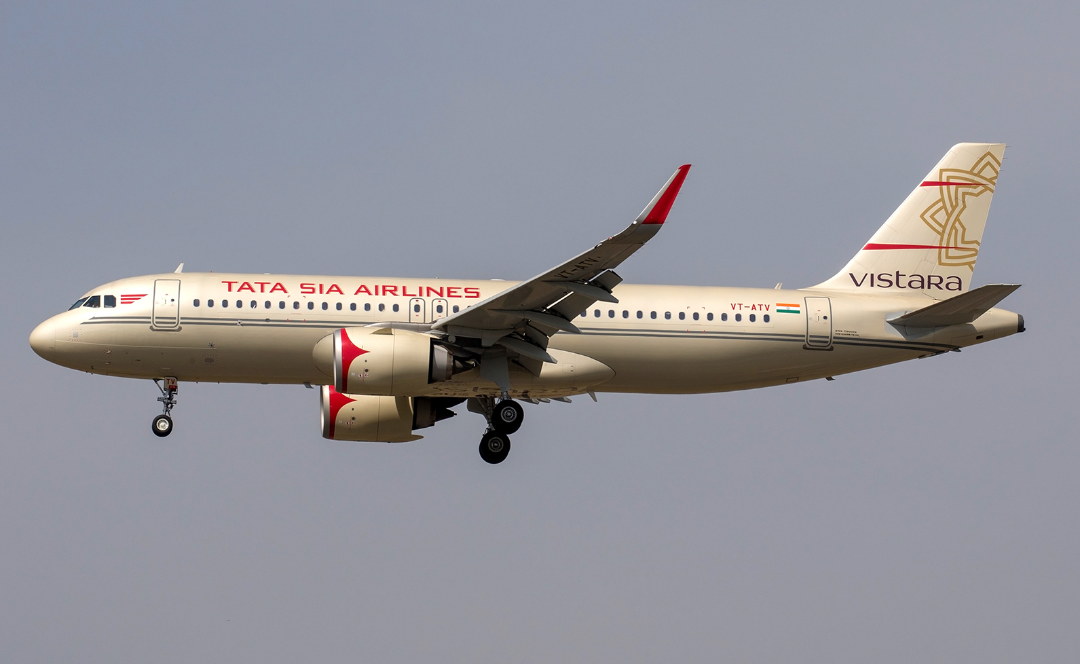
عائلة إيرباص إيه 320 نيو